# Música Erudita Brasileira
Als música erudita brasileira, „gelehrte Musik“, wird die brasilianische Kunstmusik bezeichnet. Sie steht als Gegenstück zur Música Popular Brasileira und der Popmusik Brasiliens. Die Música erudita ist, ähnlich der Populärmusik des Landes, durch vielfältige und facettenreiche kulturelle Einflüsse von Völkern aller Kontinente geprägt, obgleich die brasilianische Kultur in ihrer historischen Entwicklung vorwiegend auf indigene, europäische und afrikanische Ursprünge zurückgeht.
Einer Reihe bedeutender Komponisten, unter denen Antônio Carlos Gomes und Heitor Villa-Lobos außerhalb Brasiliens die bekanntesten sind, haben der Música erudita wichtige Impulse gegeben und ihr zu einer eigenständigen Entwicklung verholfen.

## Bedeutende brasilianische Komponisten
- Jorge Antunes (* 1942)
- Lindembergue Cardoso (1939–1989)
- Henrique de Curitiba (1934–2008)
- Lorenzo Fernández (1897–1948)
- Luciano Gallet (1893–1931)
- José Maurício Nunes Garcia (1767–1830)
- Antônio Carlos Gomes (1836–1896)
- Camargo Guarnieri (1907–1993)
- Edino Krieger (1928–2022)
- Osvaldo Lacerda (1927–2011)
- Gilberto Mendes (1922–2016)
- José Joaquim Emerico Lobo de Mesquita (1746–1805)
- Ronaldo Miranda (* 1948)
- Alberto Nepomuceno (1864–1920)
- Marlos Nobre (1939–2024)
- Jocy de Oliveira (* 1936)
- César Guerra Peixe (1914–1993)
- José Antônio de Almeida Prado (* 1943)
- Cláudio Santoro (1919–1989)
- Kilza Setti (* 1932)
- Heitor Villa-Lobos (1887–1959)

## Brasilianische Interpreten von internationalem Rang
- Paulo Álvares, Pianist
- Antônio Guedes Barbosa, Pianist
- Max Barros, Pianist
- Wilfried Berk, Klarinettist
- Marcelo Bratke, Pianist
- Maximiliano de Brito, Pianist
- Eliane Coelho, Sopran
- Nelson Freire, Pianist
- Clélia Iruzum, Pianistin
- Isaac Karabtschevsky, Dirigent
- Antonio Meneses, Cellist
- Renato Mismetti, Bariton
- Maura Moreira, Alt
- John Neschling, Dirigent
- Guiomar Novaes, Pianistin
- Cristina Ortiz, Pianistin
- Fernando Portari, Tenor
- Adriane Queiroz, Sopran
- Sônia Rubinsky, Pianistin
- Bidu Sayão, Sopran
- Jean Louis Steuerman, Pianist
- Roberto Szidon, Pianist
- Magdalena Tagliaferro, Pianistin